# Antocha scutella
Antocha scutella är en tvåvingeart som beskrevs av Alexander 1973. Antocha scutella ingår i släktet Antocha och familjen småharkrankar. Inga underarter finns listade i Catalogue of Life.